# Young Thug
Young Thug (n. 16 august 1991, Sylvan Hills⁠(d), Georgia, SUA) este un rapper american din Atlanta.